# Bengt Gustaf Geijer
Bengt Gustaf Geijer (født 11. marts 1682 i Örebro, død 26. oktober 1746 i Uddeholm) var en svensk brugsejer, sønsøn af Christoffer Geijer og dattersøn af Johan Börjesson Carlberg. Han var gift med Lovisa Sofia Tranæa, deres sønnesønner var Erik Gustaf og Bengt Reinhold Geijer.
Geijer studerede i Uppsala, blev brugsbogholder i 1698 og i 1716 lejer af Uddeholms sätesgård.